# Малая Чача

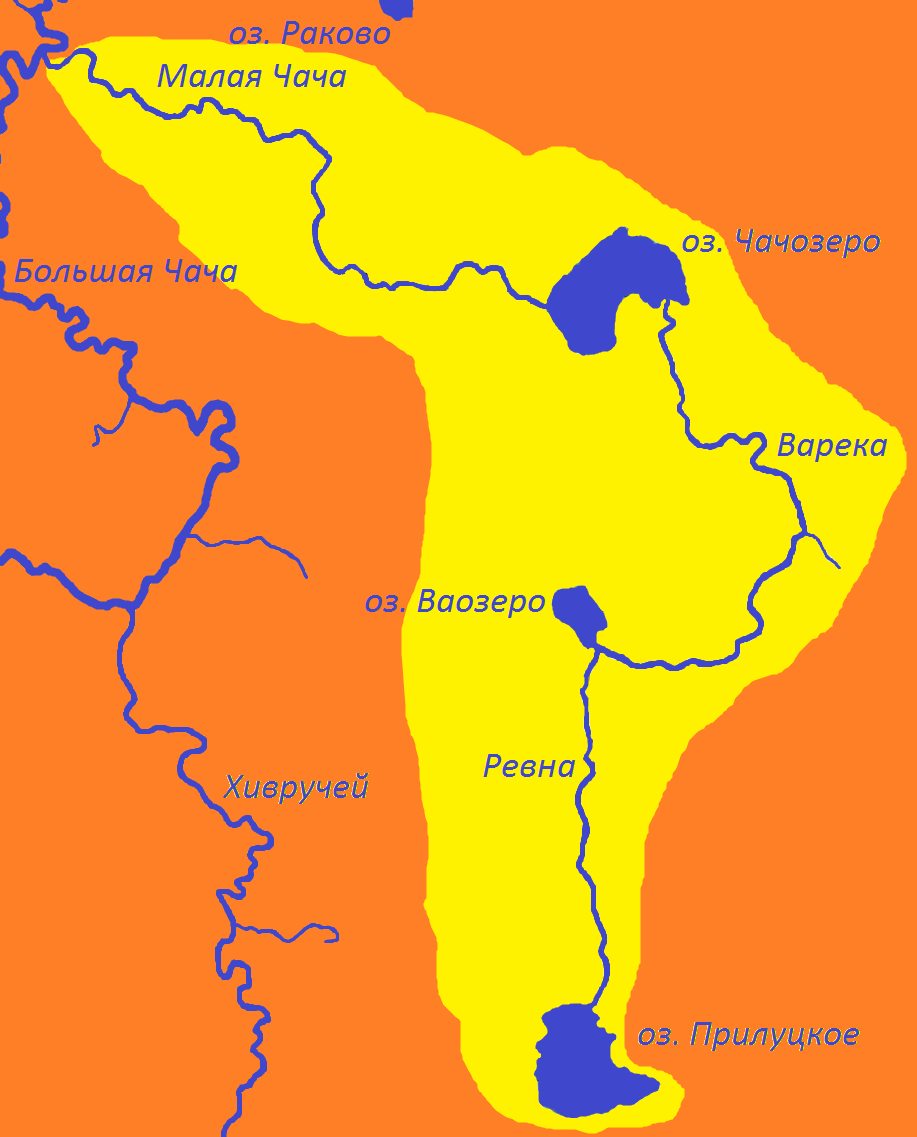
Бассейн Малой Чачи

Малая Чача — река в Холмогорском районе Архангельской области, правый приток реки Большая Чача (бассейн Северной Двины)
Река Малая Чача вытекает из озера Чачозеро. Длина реки — 12 км, площадь водосборного бассейна — 36 км². Река не имеет выраженной речной долины, на всём протяжении ширина её равна 3-5 м. На реке не стоит никаких жилых строений. Малая Чача течёт всё время на северо-запад, делая незначительные изгибы.